# 李之仪

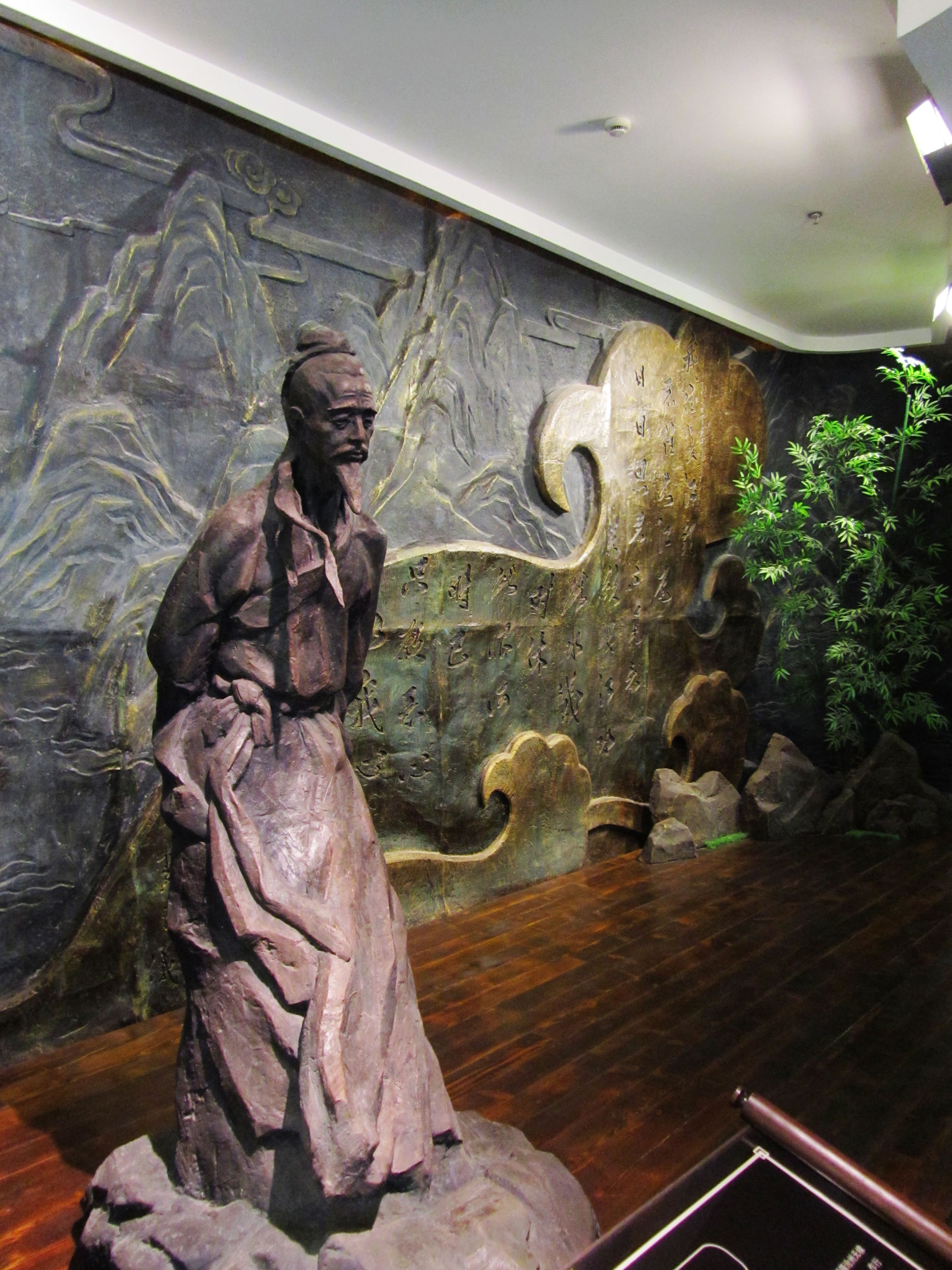
李之仪像，摄于马鞍山市博物馆

李之仪（1048年—1127年），字端叔，号姑溪居士，沧州无棣（今山东无棣）人，北宋政治人物、词人。

## 生平
出生于书香名门，父亲李颀进士出身。早年師從於范純仁。宋神宗熙宁六年（1073年）进士，与苏轼、黄庭坚、秦观交往甚密。
曾深陷新旧党争。元祐初年，被任命为枢密院编修官。不久又为原州（今属甘肃）通判。元祐八年（1093），苏轼帅定州（今河北定州），聘李之仪为签判。崇宁初年，提举河东常平。不久遭蔡京迫害被流放。崇宁二年（1103年）被编管太平州（今安徽当涂县），身上长满癣疮。政和三年（1113年）时，李之仪因与官妓杨姝恋爱生子而被受审削职。晚年热衷功名，屢向当权宰执何执中、郑居中等人投书递简。终官朝议大夫。建炎元年（1127年）卒於当涂。葬当涂藏云山致雨峰。

## 著作
李之仪和秦观堪称“词坛双璧”，苏轼称其词文“与秦观上下”。李之仪作词主张学习晏殊、欧阳修，追求“语尽而意不尽，意尽而情不尽”的意境。其词清婉峭隽，“次韵，小令更长于淡语、景语、情语”。著有《姑溪居士文集》、《姑溪词》。
代表作：
|  | 《卜算子·我住长江头》 我住长江头，君住长江尾。 日日思君不见君，共饮长江水。 此水几时休，此恨何时已。 只愿君心似我心，定不负相思意。 |

## 人物关系
妻子：胡淑修（1047-1105），出身书香世家。育二子一女。长子早夭，次子李尧行为通仕郎，一女适户部侍郎余杭虞栾。
续娶：杨姝，北宋歌妓，時年十八歲。育有一子李尧光，另有一名女儿。政和三年，其友郭祥正指使他人誣告“李之儀冒充得子，愈圖繼承蔭恩”。結果李之儀被勒令除名，堯光的蔭恩被取消，“令隨母”，楊姝被杖刑。政和六年（1116年），李氏外甥林摅向朝廷申其冤，得以昭雪。